# Juan Gaerlan
Juan Gaerlan (Tagudin, 7 juli 1884 - ?) was een Filipijns politicus. 

## Biografie
Juan Gaerlan werd geboren in Tagudin in de Filipijnse provincie Ilocos Sur. Hij was een zoon van Salas Gaerlan an Rosalina Lorenzana. Gaerlan studeerde van 1900 tot 1903 aan het Colegio de San Juan de Letran. Nadien werkte hij als vertaler voor de provincie Bontoc. In 1908 werd hij aangesteld als vertaler van Mountain Province en vanaf 1909 was hij assistent-thesaurier en klerk op het kantoor van de luitenant-gouverneur van die provincie. Van 1913 tot 1920 werkte Gaerlan voor het Bureau of Agriculture. Tot 1916 was hij assistent-landbouwinspecteur. Na 1916 was hij landbouwinspecteur en later was hij werkzaam als adviseur.
Van 1920 tot 1921 was Gaerlan assistent-gouverneur van Mountain Province. Van 1921 tot 1922 was hij op interim-basis assistent-gouverneur van Apayao en Benguet en van 1923 tot 1931 was hij assistent-gouverneur van Benguet. In 1931 werd Gaerlan benoemd tot afgevaardigde van Mountain Province in het Filipijns Huis van Afgevaardigden met een termijn tot 1934. Aansluitend werd hij in 1934 benoemd tot senator namens het 12e Senaatsdistrict. Zijn termijn in de Senaat kwam een jaar later vroegtijdig ten einde. Na de ratificatie van de Filipijnse Grondwet werden het Huis en de Senaat vervangen door de eenkamerig Nationale Assemblee van de Filipijnen.